# Heilig Hartbeeld (Ohé en Laak)
Het Heilig Hartbeeld is een standbeeld in de Nederlandse plaats Ohé en Laak in de provincie Limburg.

## Achtergrond
Het Heilig Hartbeeld werd gemaakt door de beeldhouwer Wilhelm van Helden uit Waldfeucht. Hij maakte ook het beeld van Catharina van Damen dat in 1933 bij de Onze Lieve Vrouw Geboorte kerk werd geplaatst. Het Hartbeeld werd geplaatst bij de pastorie en op 9 november 1930 door de deken ingewijd.

## Beschrijving
Het beeld is een 1,70 m hoog, staande Christusfiguur, in een gedrapeerd gewaad en omhangen met een mantel. Hij houdt zijn rechterhand zegenend opgeheven en zijn linkerhand naar voren. In de handen zijn de stigmata zichtbaar, op zijn borst het Heilig Hart omgeven door een doornenkroon.
Het beeld staat op een ronde zuil, omgeven door drie engelen, die elk een wapenschild vasthouden. In het het getrapte voetstuk is aan de voorzijde in reliëf een tekst aangebracht: 

LIEFDE EN ABSOLUTE
TOEWYDING AAN
CHRISTUS-KONING
DE PAROCHIANEN VAN
OHE EN LAAK
1930

### Monumentenstatus
De pastorie en het Heilig Hartbeeld werden in 2002 samen als rijksmonument in het monumentenregister opgenomen, onder meer vanwege de "cultuur-historische waarden als bijzondere uitdrukking van de geestelijke ontwikkeling van de Rooms-Katholieke kerk in Limburg en als uitdrukking van de typologische ontwikkeling als pastorie. (...) De pastorie met zandstenen H. Hartbeeld is van algemeen belang vanwege de architectuur-historische en cultuur-historische waarden, de ensemblewaarde, de hoge gaafheid en zeldzaamheid."